# جورج أوبيرت
جورج أوبيرت (بالفرنسية: Georges Aubert )‏ (و. 1917 – 2014 م) هو ممثل، وممثل دُبلاج، من فرنسا، ولد في بانتان، توفي في ديجون، عن عمر يناهز 97 عاماً.

## وصلات خارجية
- جورج أوبيرت على موقع IMDb (الإنجليزية)
- جورج أوبيرت على موقع ألو سيني (الفرنسية)
- جورج أوبيرت على موقع ميوزك برينز (الإنجليزية)
- جورج أوبيرت على موقع أول موفي (الإنجليزية)
- جورج أوبيرت على موقع قاعدة بيانات الفيلم (الإنجليزية)
- جورج أوبيرت على موقع كينوبويسك (الروسية)